# Paris Football Club 2018-2019 (femminile)
Questa voce raccoglie le informazioni riguardanti la squadra femminile del Paris Football Club nelle competizioni ufficiali della stagione  2018-2019.

## Divise e sponsor
La grafica delle divise è la stessa del Paris FC maschile. Lo sponsor tecnico è Nike, mentre lo sponsor ufficiale è VINCI, operatore globale nel settore delle costruzioni e delle concessioni.
| Casa | Trasferta |

## Organigramma societario
Come da sito ufficiale.
Area tecnica
- Allenatore: Pascal Gouzenes (1ª-5ª giornata)
- Allenatore: Sandrine Soubeyrand (6ª-22ª giornata)
- Vice allenatore:
- Allenatore dei portieri: Thierry Beaune
- Preparatore atletico: Anthony Battais, Geoffrey Memain
- Fisioterapisti: Marc-André Manchaud, Marine Mazoyer

## Rosa
Rosa, ruoli e numeri di maglia come da sito ufficiale. e footofeminin.fr
| N. |                    | Ruolo | Calciatrice               |
| -- | ------------------ | ----- | ------------------------- |
| 1  | Francia (bandiera) | P     | Camille Pecharman         |
| 5  | Francia (bandiera) | D     | Élisa De Almeida          |
| 7  | Francia (bandiera) | A     | Marina Makanza            |
| 8  | Francia (bandiera) | C     | Inès Jaurena              |
| 9  | Francia (bandiera) | A     | Mathilde Bourdieu         |
| 10 | Francia (bandiera) | C     | Annaïg Butel              |
| 11 | Francia (bandiera) | A     | Clara Matéo               |
| 14 | Francia (bandiera) | C     | Alice Benoît              |
| 16 | Francia (bandiera) | P     | Karima Benameur           |
| 17 | Francia (bandiera) | A     | Gaëtane Thiney (capitano) |
| 18 | Francia (bandiera) | C     | Charlotte Bilbault        |
| 19 | Francia (bandiera) | D     | Théa Greboval             |

| N. |                        | Ruolo | Calciatrice                 |
| -- | ---------------------- | ----- | --------------------------- |
| 20 | Finlandia (bandiera)   | A     | Linda Sällström             |
| 21 | Stati Uniti (bandiera) | A     | Michaela Abam               |
| 22 | Francia (bandiera)     | D     | Estelle Cascarino           |
| 23 | Svizzera (bandiera)    | A     | Eseosa Aigbogun             |
| 27 | Francia (bandiera)     | D     | Julie Soyer                 |
| 28 | Francia (bandiera)     | A     | Camille Catala              |
| 29 | Francia (bandiera)     | C     | Sophie Vaysse               |
| 30 | Francia (bandiera)     | P     | Emilie Wallet               |
| 32 | Francia (bandiera)     | C     | Oriane Jean-François        |
| 33 | Francia (bandiera)     | D     | Caroline Pimentel           |
| 34 | Francia (bandiera)     | C     | Mélanie Ribeiro De Carvalho |

## Calciomercato

### Sessione estiva
| Acquisti | Acquisti        | Acquisti        | Acquisti   |
| R.       | Nome            | da              | Modalità   |
| -------- | --------------- | --------------- | ---------- |
| D        | Eseosa Aigbogun | Turbine Potsdam | definitivo |
| A        | Linda Sällström | Vittsjö GIK     | definitivo |

| Cessioni | Cessioni          | Cessioni            | Cessioni   |
| R.       | Nome              | a                   | Modalità   |
| -------- | ----------------- | ------------------- | ---------- |
| D        | Aïssatou Tounkara | Atlético Madrid     | definitivo |
| C        | Léa Declercq      | Digione             | definitivo |
| C        | Anissa Lahmari    | Paris Saint-Germain | definitivo |

### Sessione invernale
| Acquisti | Acquisti             | Acquisti          | Acquisti                  |
| R.       | Nome                 | da                | Modalità                  |
| -------- | -------------------- | ----------------- | ------------------------- |
| C        | Oriane Jean-François | Paris FC U19      | aggregata dalle giovanili |
| C        | Rebecca Quinn        | Washington Spirit | definitivo                |

| Cessioni | Cessioni | Cessioni | Cessioni |
| R.       | Nome     | a        | Modalità |
| -------- | -------- | -------- | -------- |
|          |          |          |          |

## Risultati

### Division 1

#### Girone di andata
| Arbitro: | Vanderstichel |

|                                     |           |  |
| Sällström 10’ Meffometou 53’ (aut.) | Marcatori |  |

| Arbitro: | Coppola |

|                                                              |           |                     |
| Katoto 14’ Wang 39’ Geyoro 50’ Diani 59’ Périsset 67’ (rig.) | Marcatori | 80’ (aut.) Périsset |

| Parigi 15 settembre 2018, ore 14:30 CEST 3ª giornata | Paris FC | 0 – 0 referto | Lilla | Stadio Sébastien Charléty (240 spett.)\| Arbitro: \| Beyer \| |
| Arbitro:                                             | Beyer    |               |       |                                                               |

| Arbitro: | Guillemin |

|                                              |           |  |
| Hegerberg 11’, 36’, 58’ Renard 20’ Henry 34’ | Marcatori |  |

| Arbitro: | Vanderstichel |

|           |           |               |
| Léger 54’ | Marcatori | 41’ Sällström |

| Arbitro: | Guillemin |

|                                        |           |  |
| Thiney 4’, 6’ Sällström 26’ Abam 90+2’ | Marcatori |  |

| Arbitro: | Beyer |

|  |           |                            |
|  | Marcatori | 21’ Sällström 56’ Bourdieu |

| Arbitro: | Burban |

|                                                  |           |  |
| Sällström 1’, 90+3’ Bourdieu 14’, 35’ Thiney 57’ | Marcatori |  |

| Arbitro: | Bartnik |

|                                |           |  |
| Gauvin 39’ (rig.) Le Bihan 51’ | Marcatori |  |

| Arbitro: | Guillemin |

|                         |           |                       |
| Sällström 16’ Matéo 78’ | Marcatori | 52’ Khelifi 86’ Delie |

| Arbitro: | Maubacq |

|  |           |                                                                     |
|  | Marcatori | 16’ (rig.) Thiney 27’ Bourdieu 58’ Gréboval 62’ Matéo 79’ Sällström |

#### Girone di ritorno
| Arbitro: | Vanderstichel |

|                       |           |             |
| Boucly 32’ Dufour 56’ | Marcatori | 54’ Jaurena |

| Arbitro: | Soriano |

|              |           |                          |
| Sällström 6’ | Marcatori | 15’ Dudek 40’, 70’ Diani |

| Arbitro: | Coppola |

|            |           |  |
| Cazeau 19’ | Marcatori |  |

| Arbitro: | Burban |

|                       |           |                   |
| Matéo 16’ Makanza 51’ | Marcatori | 73’ (rig.) Corboz |

| Arbitro: | Efe |

|                   |           |                                                         |
| Thiney 44’ (rig.) | Marcatori | 2’ D. Cascarino 33’ Hegerberg 62’ (aut.) Abam 88’ Majri |

| Arbitro: | Soriano |

|  |           |            |
|  | Marcatori | 65’ Thiney |

| Bondoufle 16 marzo 2019, ore 14:30 CEST 18ª giornata | Paris FC | 0 – 0 referto | Soyaux | Stadio Robert Bobin (138 spett.)\| Arbitro: \| Bartnik \| |
| Arbitro:                                             | Bartnik  |               |        |                                                           |

| Arbitro: | Beyer |

|                                           |           |  |
| Makanza 39’ Sällström 72’, 86’ Thiney 84’ | Marcatori |  |

| Arbitro: | Guillemin |

|  |           |            |
|  | Marcatori | 67’ Thiney |

| Arbitro: | Collin |

|  |           |               |
|  | Marcatori | 72’ Jakobsson |

| Arbitro: | Goncalves |

|           |           |               |
| Sousa 73’ | Marcatori | 55’ Sällström |

### Coppa di Francia
| Arbitro: | Bartnik |

|  |           |           |
|  | Marcatori | 67’ Matéo |

| Arbitro: | Goncalves |

|  |           |                        |
|  | Marcatori | 45’ Thiney 83’ Makanza |

| Arbitro: | Vanderstichel |

|                        |           |  |
| Thiney 45’ Makanza 86’ | Marcatori |  |

| Arbitro: | Maubacq |

|  |           |              |
|  | Marcatori | 75’ Boussaha |

## Statistiche

### Statistiche di squadra
| Competizione     | Punti | In casa | In casa | In casa | In casa | In casa | In casa | In trasferta | In trasferta | In trasferta | In trasferta | In trasferta | In trasferta | Totale | Totale | Totale | Totale | Totale | Totale | DR  |
| Competizione     | Punti | G       | V       | N       | P       | Gf      | Gs      | G            | V            | N            | P            | Gf           | Gs           | G      | V      | N      | P      | Gf     | Gs     | DR  |
| ---------------- | ----- | ------- | ------- | ------- | ------- | ------- | ------- | ------------ | ------------ | ------------ | ------------ | ------------ | ------------ | ------ | ------ | ------ | ------ | ------ | ------ | --- |
| Division 1       | 32    | 11      | 5       | 3       | 3       | 21      | 11      | 11           | 4            | 2            | 5            | 13           | 17           | 22     | 9      | 5      | 8      | 34     | 28     | +6  |
| Coppa di Francia | -     | 2       | 1       | 0       | 1       | 2       | 1       | 2            | 2            | 0            | 0            | 3            | 0            | 4      | 3      | 0      | 1      | 5      | 1      | +4  |
| Totale           | -     | 13      | 6       | 3       | 4       | 23      | 12      | 13           | 6            | 2            | 5            | 26           | 17           | 26     | 12     | 5      | 9      | 39     | 29     | +10 |

### Andamento in campionato
| Giornata  | 1 | 2 | 3 | 4 | 5 | 6 | 7 | 8 | 9 | 10 | 11 | 12 | 13 | 14 | 15 | 16 | 17 | 18 | 19 | 20 | 21 | 22 |
| --------- | - | - | - | - | - | - | - | - | - | -- | -- | -- | -- | -- | -- | -- | -- | -- | -- | -- | -- | -- |
| Luogo     | C | T | C | T | T | C | T | C | T | C  | T  | T  | C  | T  | C  | C  | T  | C  | C  | T  | C  | T  |
| Risultato | V | P | N | P | N | V | V | V | P | N  | V  | P  | P  | P  | V  | P  | V  | N  | V  | V  | P  | N  |
| Posizione | 3 | 7 | 5 | 7 | 8 | 6 | 3 | 3 | 3 | 3  | 3  | 4  | 4  | 6  | 5  | 5  | 5  | 5  | 5  | 5  | 5  | 5  |

Legenda:

Luogo: C = Casa; T = Trasferta. Risultato: V = Vittoria; N = Pareggio; P = Sconfitta.

### Statistiche delle giocatrici
| Giocatore   | Division 1 | Division 1 | Division 1  | Division 1 | Coppa di Francia | Coppa di Francia | Coppa di Francia | Coppa di Francia | Totale   | Totale | Totale      | Totale     |
| Giocatore   | Presenze   | Reti       | Ammonizioni | Espulsioni | Presenze         | Reti             | Ammonizioni      | Espulsioni       | Presenze | Reti   | Ammonizioni | Espulsioni |
| ----------- | ---------- | ---------- | ----------- | ---------- | ---------------- | ---------------- | ---------------- | ---------------- | -------- | ------ | ----------- | ---------- |
| E. Aigbogun | 14         | 0          | 0           | 0          | 4                | 0                | 0                | 0                | 18       | 0      | 0           | 0          |